# Drausendorf
Drausendorf ist ein Ortsteil von Zittau im Südosten Sachsens. Er liegt an der Grenze zu Polen im Landkreis Görlitz. Bis zur Eingemeindung nach Hirschfelde 1974 war Drausendorf eine selbstständige Gemeinde.

## Lage und Umgebung
Drausendorf liegt ca. vier Kilometer nordöstlich von Zittau und 2,7 km südwestlich von Hirschfelde. Im Osten grenzt der Ort an die Lausitzer Neiße und damit an die Republik Polen. Im Westen bildet die Bundesstraße 99 den Abschluss. Bis in die 1990er Jahre hatte Drausendorf einen Haltepunkt der Neißetalbahn. In Drausendorf mündet das Wittgendorfer Wasser, südlich der  Scheidebach in die Neiße. Durch den Ort führt der Oder-Neiße-Radweg.

## Geschichte
Die erste urkundliche Erwähnung Drausendorfs findet sich 1366. Zunächst „Drusendorff“ genannt, ist der Ort einige Jahre später in der Stiftungsurkunde Kaiser Karls IV. für das Kloster Oybin im Jahre 1369 als „Drozendorff“ zu finden. Dieser Name ist eine Mischbildung aus dem altsorbischen Personennamen „Druž“ (abgeleitet von urslawisch *drugъ für „Gefährte, Freund“) und dem deutschen „Dorf“.
1546 wurde Drausendorf der Stadt Zittau verpfändet und 1574 gänzlich verkauft. Es stellte damit das älteste Gut der Stadt Zittau dar.
1805 entstand nahe dem Dorf ein erster Braunkohlenschacht. Die geförderte Kohle war jedoch von mäßiger Qualität. Ungünstige Abbauverhältnisse ließen zunächst keinen wirtschaftlichen Aufschwung zu. Mit der Industrialisierung zog bei dem Abbauverfahren neue Technik ein, so dass in den benachbarten Orten Türchau und Gießmannsdorf nach 1904 die Kohlegewinnung stetig ausgebaut wurde. 1908 entstand in diesem Zusammenhang in Hirschfelde das Braunkohlenwerk Herkules und in der Folge im Jahr 1911 ein Großkraftwerk, das sich bald zum Herzstück der sächsischen Energieversorgung entwickelte und für viele Einwohner Drausendorfs zum Hauptarbeitgeber wurde. Andere Einwohner fanden beispielsweise in den Hirschfelder Textilbetrieben und im nahen Zittau Lohn und Brot. Für die Arbeiter wurden nach 1950 im Ort einige Mehrfamilienhäuser gebaut.
Nach 1945 wurde die Neiße zur Grenze. Auf nun polnischer Seite wurde 1962 das Kraftwerk Turów in Betrieb genommen, die Kohle hierzu liefert bis heute der Tagebau Turów, der im Jahre 2003 eine Tiefe von 225 Metern erreichte und bis auf 300 Meter Tiefe erweitert werden soll. Der Abstand von der Tagebaukante bis zur Ortschaft Drausendorf ist so gering, dass es im Ort wiederholt zu Gebäudeschäden durch Bodenbewegungen kam. Neben der Braunkohlenindustrie wurde nach 1945 die LPG 10. Jahrestag der DDR ein wichtiger Arbeitgeber der Ortschaft.
Trotz des Schengen-Beitritts Polens im Dezember 2007 blieb die Neißebrücke wegen fehlender Mittel zur Sanierung als Grenzübergang geschlossen, auf deutscher Seite wurde der Zugang im Rahmen einer Hochwasserschutzmaßnahme (2008–2009) weggebaggert. Die Stadt Zittau und der Freistaat Sachsen einigten sich im Januar 2011 über den Abriss der Brücke, der Freistaat Sachsen übernahm die Kosten für den Abriss.

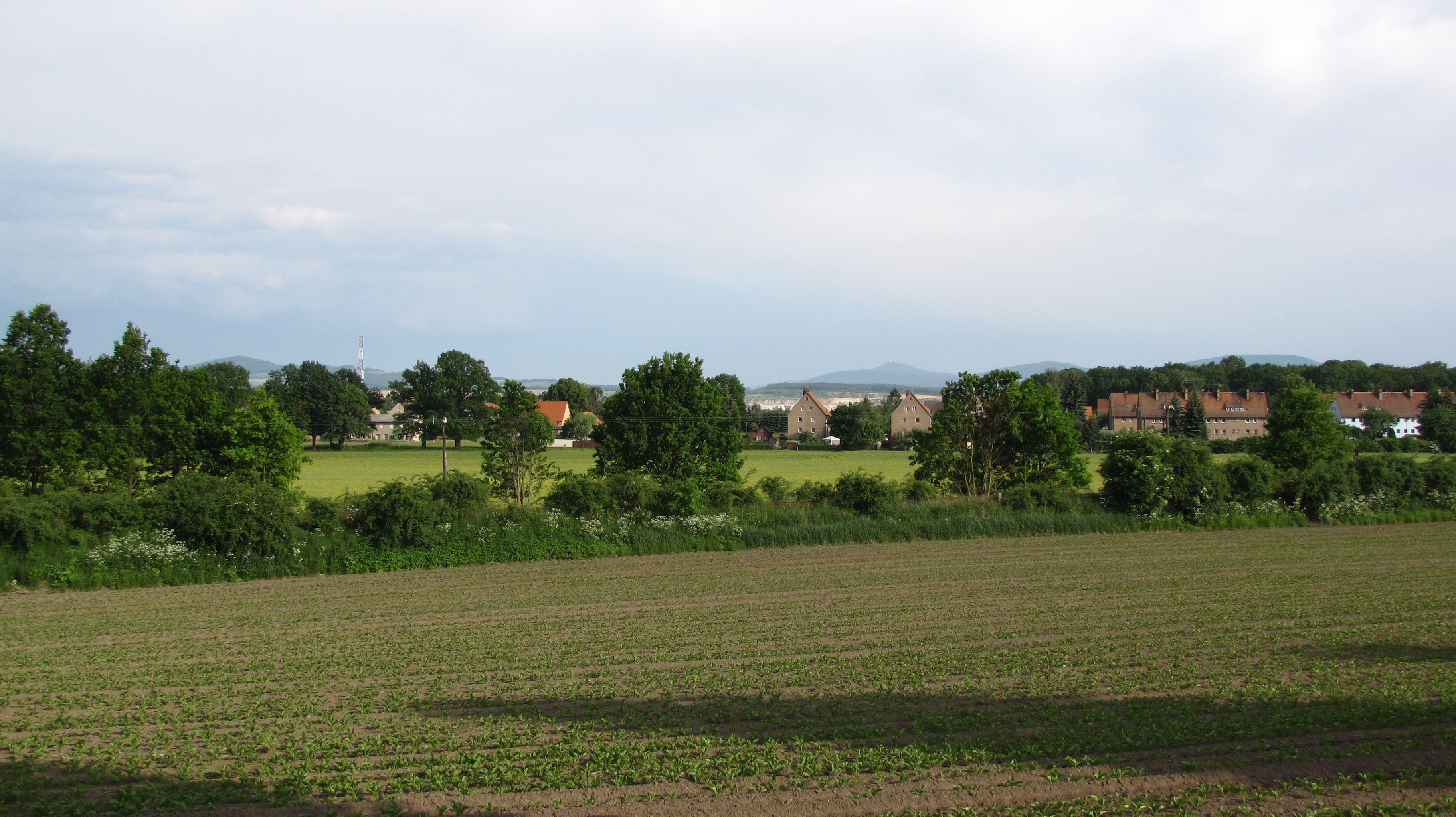
Drausendorf vor polnischem Tagebau und Jeschken

Am 19. Mai 1974 wurde Drausendorf nach Hirschfelde eingemeindet und am 1. Januar 2007 zusammen mit Hirschfelde in Zittau eingegliedert.
Das verheerende Hochwasser vom 7. August 2010 beschädigte nahezu alle Gebäude im Ort, teilweise irreparabel.

## Sehenswürdigkeiten
- Vorwerk Drausendorf mit Herrenhaus
- Erlenbruchwald und alte Stieleichen auf altem Teichgelände
- ursprüngliche Fluss- und Auenlandschaft
- Haus des Gutsschäfers aus dem 17. Jahrhundert, ein zweigeschossiger Blockbau mit Umgebinde